# Riu d'Incles
El riu d'Incles és un riu de muntanya al nord-est de la parròquia de Canillo, al Principat d'Andorra. El riu d'Incles és un afluent principal de la Valira d'Orient.
S'inicia a la confluència dels rius de Juclar (Juclà en alguns mapes), Siscaró i Manegor al pont de la Baladosa i més endavant s'hi afegeixen el riu de Cabana Sorda i el riu dels Comellassos, pel marge dret i el riu de les Fonts de la Tossa, pel marge esquerre.
Al tram mitjà, de menor desnivell, pel marge dret, hi arriben els rius Aixec i Querol. Aflueix a la Valira a prop del Tarter.
El riu discorre per la vall d'Incles que està envoltada d'altes comes i circs d'origen glacial amb conques lacustres que conformen la capçalera del riu.

## Rius i torrents tributaris
El riu del Siscaró aboca les aigües dels estanys i les basses del Siscaró que baixen per les comes dels vessants nord i nord-occidentals de la Tossa d'Incles, la Tossa del Cap de Siscaró i el mateix pic de Siscaró.
El riu de Juclar porta fins a la vall les aigües dels estanys de Juclar, sota la Cresta de Juclà, el pic de la Pala Sobre l'Estany i el pic d'Ascobes.
El riu del Manegor, que baixa del port d'incles, també aporta les aigües de la Bassa d'Anrodat i l'estany de l'Isla, que desfilen pel riu de l'Estany de l'Isla, sota els pics de Fontargent i Anrodat.
El riu de Cabana Sorda, baixa amb les aigües de l'estany de Cabana Sorda i dels vessants sud-orientals del pic de la Coma de Varilles.
Els rius i canals dels Comellassos i Aixec, cauen en fort pendent des de les basses de les Salamandres i l'estanyó de Querol, sota la Tossa de Caraup. Poc més avall s'hi ajunta el riu de Querol que davalla del Clot Sord.

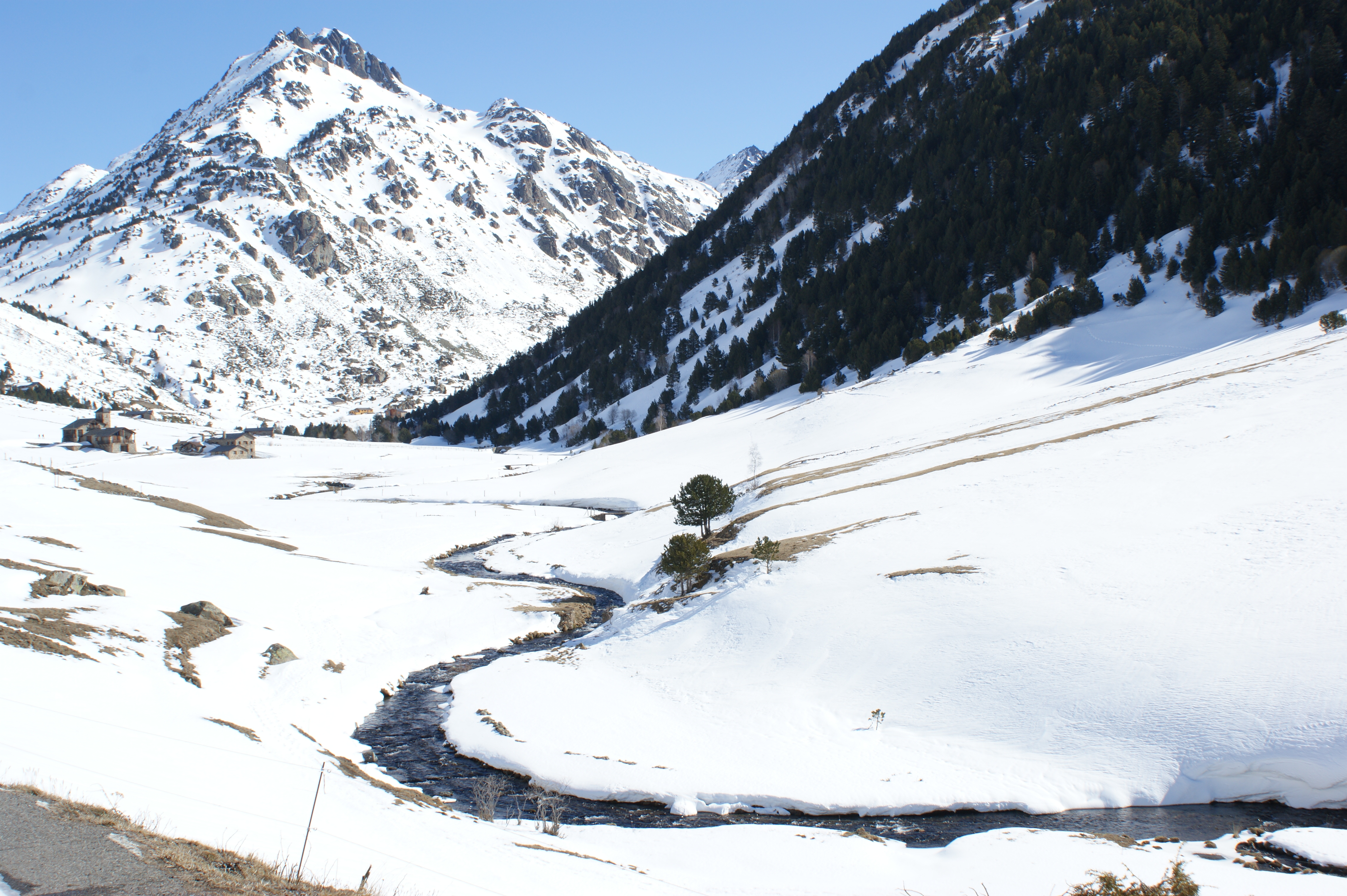
El riu d'Incles a l'hivern. Al fons la punta sud del pic Alt de Juclar